# Mettauertal
Mettauertal – gmina w Szwajcarii, w kantonie Argowia, w okręgu Laufenburg. Liczy 2101 mieszkańców (31 grudnia 2022). 1 stycznia 2010 do gminy przyłączono pięć gmin: Etzgen, Hottwil, Mettau, Oberhofen oraz Wil.